# 18957 Mijacobsen
18957 Mijacobsen è un asteroide della fascia principale. Scoperto nel 2000, presenta un'orbita caratterizzata da un semiasse maggiore pari a 2,2204754 UA e da un'eccentricità di 0,1545908, inclinata di 5,77905° rispetto all'eclittica.